# 고르가스쌀쥐
고르가스쌀쥐(Oryzomys gorgasi)는 비단털쥐과 쌀쥐속에 속하는 설치류이다. 1967년에 처음 살아있는 표본이 수집되었으며, 콜롬비아 북서부의 저지대 민물 습지와 베네수엘라 북서부 망그로브 섬을 포함한 극히 일부 지역에서만 알려져 있다. 이전에 베네수엘라 북서부 연안 퀴라소 섬에서 살았던 멸종된 개체군이 별도의 종 퀴라소쌀쥐(Oryzomys curasoae)로 기술되었지만, 형태학적으로는 대륙 개체군과 차이가 없다.
고르가스쌀쥐는 중간 크기의 갈색 종으로 반수생 생활을 위해 큰 발이 발달했다. 두개골의 일부 특징이 쌀쥐속의 다른 종과 다르다. 먹이는 갑각류와 곤충, 식물 그리고 여기에 기생하는 선형동물 등이다. 서식지 파괴와 도입종 곰쥐(Rattus rattus)와의 경쟁 때문에 국제 자연 보전 연맹(IUCN)이 절멸위기종으로 분류하고 있다.

## 분류학
고르가스쌀쥐는 1967년 미군 의료부서와 고르가스기념실험실의 탐사 기간 동안에 콜롬비아 북서부의 안티오키아 주에서 처음 발견되었다. 1971년 필드 자연사 박물관의 동물학자 허쉬코비츠(Philip Hershkovitz)가 단 한점의 오래된 수컷 표본에 기초하여 "오리조미스 고르가시(Oryzomys gorgasi)"라는 신종을 기술했다.